# Вилка-Ложка
Вилка-Ложка — российская сеть ресторанов быстрого обслуживания с традиционной домашней кухней и системой самообслуживания, работающая по принципу франчайзинга.
Штаб-квартира управляющей компании Фуд-мастер расположена в Новосибирскe. Компания была основана в 1997 году как совместный проект предпринимателя Андрея Алексеева, ставшего руководителем компании, и банкира Игоря Кима, выступившего инвестором.
По состоянию на 2020 год общее количество точек сети ресторанов быстрого обслуживания «Вилка-Ложка» на территории России составляло 59 ресторанов, открытых в 10 городах России, причем больше всего ресторанов сети функционирует в Екатеринбурге и Новосибирске. Еще 3 ресторана сети — на этапе строительства.

## Концепция
Заявляемая концепция сети «Вилка-Ложка» включает применение современного и модного стиля при оформлении ресторанов, а также возможность каждому гостю быстро, вкусно и недорого поесть. В течение всего дня подаются салаты, супы, вторые блюда, гарниры и десерты. Есть специальное меню для завтрака (включающее каши, выпечку), для завтрака и ужина действуют специальные предложения. Декларируется быстрота получения блюд благодаря выбору и комбинированию заказа непосредственно на раздаче, действие доступных цен в сети, а также ресторанное качество блюд. Действует программа лояльности с бонусами и накопительными скидками. В конце дня действует акция «счастливый час», в ходе которой можно приобрести блюда со скидкой в 50 % от их цены. Формат ресторана подразумевает традиционную домашнюю русскую кухню, систему самообслуживания, а также «демократичные цены».

## История
В 2002 году первую, тогда ещё столовую «Вилка-Ложка» открыл на ул. Ленина в Новосибирске владелец компании «Фуд-Мастер» Андрей Алексеев, позиционируя её как евростоловую. Особенностью сети стало то, что основная часть операций по обработке исходных продуктов происходит не в самих столовых, а на специальной фабрике-кухне. На места доставляются уже частично готовые блюда, которые доводятся до полной готовности на месте.
За последующие пять лет в Новосибирске и близлежащих российских городах Барнаул, Кемерово, Томск, Омск, Новокузнецк, Красноярск, а также казахстанской Алма-Ате были открыты ещё 12 ресторанов «Вилка-Ложка». В середине февраля 2006 года на Старом Арбате появилась первая «Вилка-ложка» в Москве на 150 мест , а в конце марта в столице открывается вторая столовая. Открыв свои первые рестораны в столице, Фуд-Мастер решил бросить все силы на освоение Урала. В 2006 году размер сети составлял 18 ресторанов в 10 городах России и Казахстана.
В 2007 году Алексеев вышел из ресторанного бизнеса и в 2008 году новую команду менеджеров возглавил Илья Серов — руководитель Новосибирского филиала. В 2009 году для дальнейшего развития сети ресторанов было принято решение о переходе на концепцию франчайзинга. В 2012 году концепция Вилка-Ложка была изменена, был проведен ребрендинг, и евростоловые стали ресторанами быстрого обслуживания. Претерпело изменения меню Вилка-Ложка, изменился дизайн помещений.
В апреле 2020 года в ресторанах сети в Новокузнецке действовала акция, во время которой нуждающимся, малообеспеченным и одиноким жителям города ежедневно предоставлялись бесплатные обеды (при партнерстве с Комплексным центром социального обслуживания населения). Аналогичная помощь нуждающимся предоставлялась и в других городах сети «Вилка-Ложка», включая Новосибирск, Екатеринбург, Тюмень, Барнаул, Читу, Якутск.
В апреле 2021 года сетью «Вилка-Ложка» было объявлено об открытии в Новосибирске (в районе метро «Студенческая») фермерского кафе под новым логотипом с вилкой и ложкой на фоне зеленого фрукта или овоща, похожего на яблоко.

## Положение на рынке
В рейтинге издания «Деловой квартал», описывающего крупнейшие ресторанные компании Новосибирска в 2014 году, компания «Фуд-Мастер» заняла первое место.
В рейтинге РБК «Вилка-Ложка» была включена в список самых востребованных франшиз 2018 года (вместе с другой новосибирской компанией Fit Service). При этом место франшизы в рейтинге устанавливалось в соответствии с количеством договоров, заключенных в 2018 году.